# Kerntrilzwam
De kerntrilzwam (Naematelia encephala) is een schimmel behorend tot de familie Tremellaceae. Het is een biotrofe parasiet die leeft op op vruchtlichamen van de dennenbloedzwam (Stereum sanguinolentum). Hij komt voor op stammen en takken van naaldbomen. Hij is bekend van de Den (Pinus), soms de Spar (Picea).

## Kenmerken
De vruchtlichamen zijn gelatineachtig tot 3 cm breed. De kleur is dof lichtroze tot geelachtig roze. De vorm is bolvormig of onregelmatig bolvormig. Het oppervlak is gerimpeld of golvend (zoals hersenen). Er is een harde, witachtige kern bij het doorsnijden. 
Microscopisch worden de hyfen geklemd en komen ze voor in een dichte gelatineuze matrix. Haustoriale cellen ontstaan op de hyfen en produceren filamenten die zich hechten aan en doordringen in de ongeklemde hyfen van de gastheer (overvloedig in de centrale kern). De basidia meten 13–20 × 12–17 μm. De basidiosporen zijn meestal half bolvormig/eikvormig, kleurloos, glad en meten 6–11 × 5,5–9 μm.

## Verspreiding
De kerntrilzwam is wijd verspreid op het noordelijk halfrond (Noord-Amerika, Europa en Noord-Azië), maar komt ook voor in Australië.
In Nederland komt de kerntrilzwam algemeen voor.